# Handley Page Hastings
L'Handley Page Hastings fu un quadrimotore aereo da trasporto tattico sviluppato dall'azienda aeronautica britannica Handley Page Limited nei tardi anni quaranta.
Sviluppato parallelamente al simile Handley Page Hermes destinato al mercato dell'aviazione commerciale come aereo di linea, venne adottato da Royal Air Force (RAF) e Royal New Zealand Air Force (RNZAF), le aeronautiche militari rispettivamente di Regno Unito e Nuova Zelanda, rimanendo in servizio dal 1947 al 1967 venendo sostituito dallo statunitense C-130 Hercules.

## Storia del progetto
Nel 1944 l'Air Ministry, il ministero che nel Regno Unito era responsabile dell'intera gestione dell'aviazione civile e militare, emise una specifica, identificata come C.3/44, per la fornitura di un nuovo velivolo da trasporto a lungo raggio per i reparti della Royal Air Force (RAF), l'aeronautica militare britannica. Per soddisfare tale esigenza l'ufficio tecnico della Handley Page avviò lo sviluppo di un nuovo progetto, indicato come H.P.67, attingendo all'esperienza acquisita con il bombardiere HP.66, sviluppo dell'Handley Page Halifax rimasto allo stadio progettuale, un monoplano di costruzione interamente metallica con ala bassa a sbalzo e impennaggio di coda convenzionale monoderiva, del quale vennero riutilizzati i disegni delle ali, rastremate e caratterizzate da un marcato diedro positivo, abbinandole ad una fusoliera dalla sezione circolare adatta alla cabina pressurizzata fino a 5,5 psi (38 kPa). Il carrello d'atterraggio era di tipo triciclo posteriore con elementi anteriori dotati di gambe di forza retrattili e ruotino d'appoggio posteriore posizionato sotto la coda, mentre la propulsione era affidata a quattro motori Bristol Hercules 101, dei radiali 14 cilindri doppia stella dotati delle innovative valvole a fodero, racchiusi in cappottature aerodinamiche e montati sul bordo d'attacco alare. In servizio l'aereo era gestito da un equipaggio di cinque persone e poteva ospitare 30 paracadutisti, 32 barelle e 28 altri feriti seduti, o 50 militari di truppa completamente equipaggiati.
Allo stesso tempo un'altra specifica dell'Air Ministry era stata emessa allo scopo di sostituire gli Handley Page Halifax in servizio civile con un modello più specificamente adatto al trasporto passeggeri di linea, in grado di trasportare 34 passeggeri in prima classe o 50 in classe turistica e dotato di compartimento pressurizzato. A tale scopo lo staff tecnico derivò dall'Hastings il simile Handley Page Hermes.
I due progetti risultavano avere un'impostazione quasi identica, un grande quadrimotore monoplano di costruzione interamente metallica caratterizzato da una fusoliera a sezione circolare e la cui propulsione era assicurata da motori radiali posti in altrettante gondole sul bordo di attacco dell'ala posizionata bassa. L'unica soluzione tecnica evidente che contraddistingueva la linea dell'Hermes civile dall'Hastings militare era l'adozione di un diverso carrello d'atterraggio, un triciclo anteriore completamente retrattile con l'elemento anteriore posto sotto il naso mentre il suo gemello adottava un più classico con le due gambe di forza principali, anch'esse retrattili nell'ala, abbinate con un terzo elemento ruotato posteriore posizionato sotto la coda.
Il prototipo venne portato in volo per la prima volta nella primavera del 1947, come Hastings C.Mk 1, seguito dal successivo C.Mk 2 che aveva piani di coda più corti e più in alto, oltre che avere serbatoi di minore capacità.

## Tecnica

### Struttura
Il nuovo aereo era un quadrimotore da trasporto pesante, con una bella linea molto pulita, aerodinamica e del tutto libera dalle origini progettuali dei bombardieri convertiti, come ad esempio le predisposizioni per torrette difensive. L'aspetto ricordava notevolmente dei progetti prebellici, come l'Handley Page Arrow da bombardamento, con una lunga fusoliera assai inclinata grazie alla forma del carrello d'atterraggio.
Aerodinamicamente si trattava di un velivolo monoplano, con ala a sbalzo, con marcato diedro positivo, piani di coda del tutto convenzionali e con un timone verticale unico con prolungamento del bordo d'attacco. Il carrello era totalmente retrattile, di tipo triciclo posteriore.
Le strutture erano totalmente metalliche, con una costruzione sostanzialmente tradizionale basata su numerose centine e longheroni. Molte strutture dell'ala, essenzialmente le centine, erano peraltro di tipo stampato, con fori di alleggerimento, per migliorare la robustezza e la rapidità di costruzione. L'ala era a struttura bilongherone, sul bordo d'uscita aveva nella parte interna, flaps a doppia apertura, flaps esterni e alettoni.
L'abitacolo era molto stretto, con i due piloti avanti e dietro il navigatore e il meccanico di bordo, tutti strettamente raggruppati. Poi seguiva un piccolo vano per il commissario di volo, a sinistra del quale vi era la toilette per l'equipaggio. Il portello d'accesso era sotto l'abitacolo.
Dietro la prua vi era il vano per le apparecchiature elettroniche, che erano fondamentali per gli aerei postbellici, aumentati in pochissimi anni da quasi nulla ad un set completo di radio, radiogoniometro e altro ancora. Il muso, nonostante fosse appuntito e avesse in teoria lo spazio sufficiente, non aveva radar. Le antenne del radiogoniometro erano in una struttura a goccia sopra la fusoliera, mentre le radio avevano una doppia antenna filare tra il muso e la coda, oltre ad una piccola antenna a stilo, sempre sul dorso. Una cupolina per la navigazione stellare era posta sul tetto dell'abitacolo, visto che all'epoca questo era l'unico tipo di "GPS" disponibile. Infine vi erano le girobussole di navigazione, che assieme al radiogoniometro e alle stelle potevano assicurare una navigazione nominalmente assai precisa, sia pure dipendente dall'esperienza del personale e dalle condizioni ambientali.

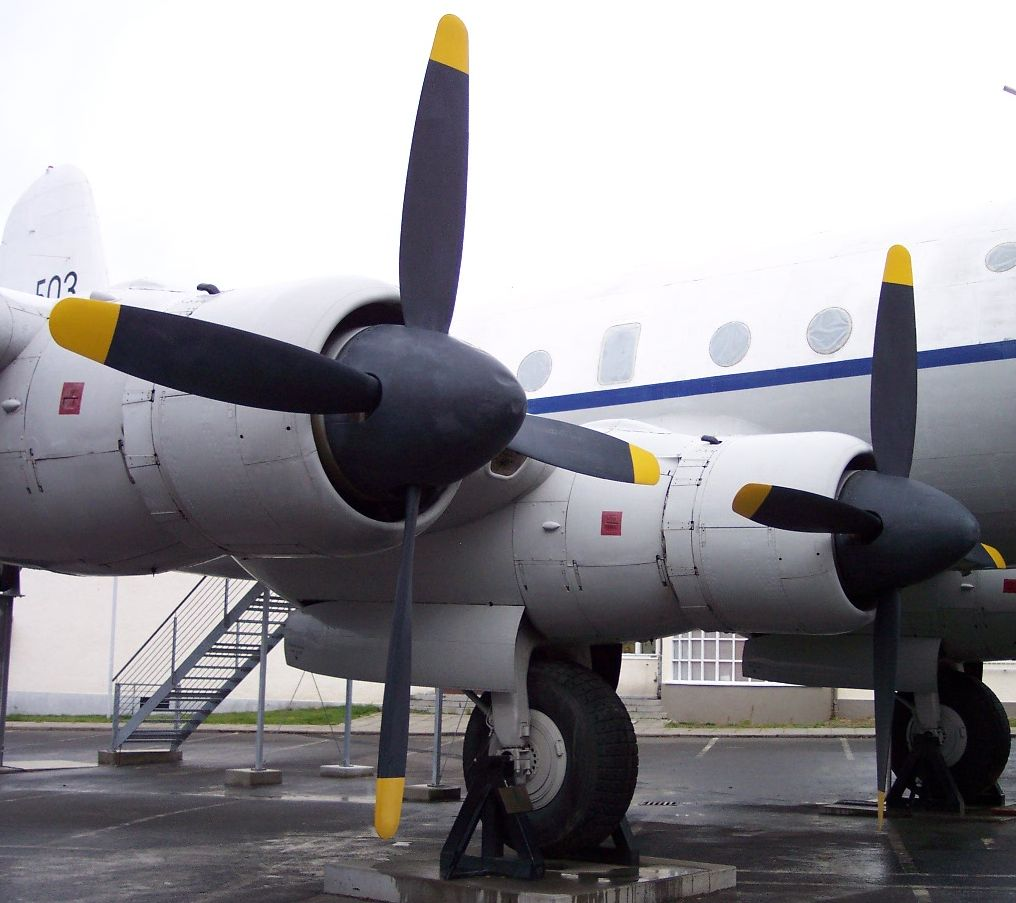
dettaglio di eliche e motori, i quali ultimi a causa del ridotto diametro e della carenatura attillata sembrano quasi turboeliche

### Motori
I motori erano quattro Bristol Hercules da 1675 hp radiali. Essi erano aerodinamicamente carenati con tanto di ogive di grandi dimensioni per le eliche metalliche e quadripala. Infine la capacità dei serbatoi ammontava a 14.420 litri, con la possibilità di aggiungere altri due serbatoi ausiliari subalari. I motori erano della stessa famiglia di quelli del Bristol Freighter, ma nonostante la maggiore massa, la velocità del ben più aerodinamico Hastings era quasi il doppio maggiore.

### Interni
Le capacità di carico soffrivano della mancanza di un portellone di grande capacità posteriore o anteriore che fosse, ma in compenso vi era un grande portello sulla sinistra, dietro l'ala. Esso aveva una porta di tipo normale, ma questa era incastonata dentro un più grande portellone di carico scorrevole all'indietro. La capacità di carico, in una fusoliera molto ampia e di elevato diametro, era di 30 paracadutisti o 50 soldati. Sotto il pavimento del vano di trasporto truppa, munito di sedili ripiegabili per ospitare materiali anche ingombranti, esisteva un vano per il carico di merci e bagagli minori.

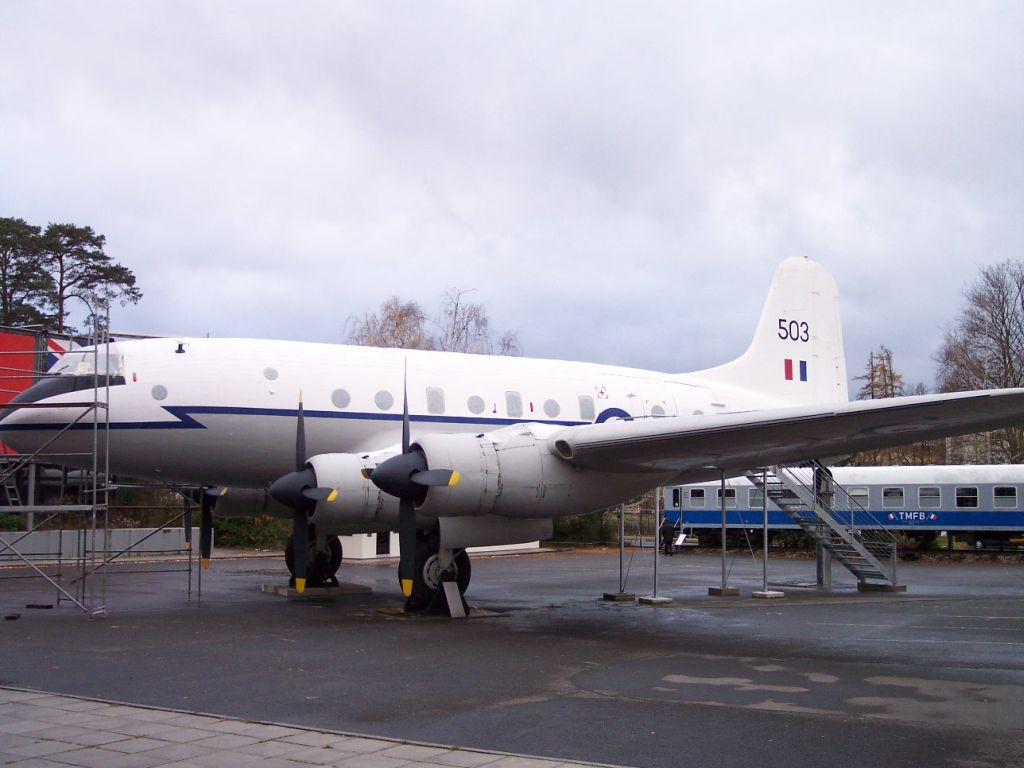
Un Hastings da trasporto, in esposizione statica: la fusoliera è sollevata posteriormente per renderla parallela al suolo, agevolando eventuali visite a bordo

Lungo la fusoliera vi erano finestrini, che servivano per le persone trasportate all'interno, dato che quasi tutta la lunghezza dell'aereo era destinata al vano di trasporto. I finestrini avevano la particolarità di essere sia rotondi che rettangolari, vi erano a partire da prua quattro dei primi, poi uno rettangolare, poi uno rotondo, ancora uno rettangolare, uno rotondo, uno rettangolare e infine, nel portello di carico, altri due rotondi. Dietro il lungo vano di carico vi era la toilette per i passeggeri, spartana ma con tutto l'occorrente. Dietro di questa vi era il vano in cui erano contenute le varie leve e tiranti dei piani di coda, e infine dietro anche la coda esisteva la luce di navigazione, nell'ogiva caudale.

## Impiego operativo
Il nuovo aereo entrò in servizio con il No. 47 Squadron RAF molto in fretta, ovvero nell'ottobre 1947, appena 6 mesi dal primo volo. Questa unità e il No. 297 Squadron RAF vennero equipaggiati appena in tempo per partecipare, l'anno dopo, all'operazione Plainfire, ovvero il rifornimento di Berlino, che i sovietici avevano accerchiato ma che gli occidentali dimostrarono di poter rifornire dall'aria a tempo indefinito, sia pure con un grande sforzo logistico. Tra le macchine che contribuirono a rendere possibile questo vi erano 14 Hastings. La RAF partecipò all'emergenza durata 15 mesi, volando quasi 50.000 missioni con tratte di 160 km in territorio controllato dai sovietici. Non mancarono né incidenti né tensioni anche gravi, ma alla fine gli Alleati avevano trasportato oltre 2 milioni di tonnellate di merce.
Gli Hastings avevano un nome impegnativo, quello della famosa battaglia in cui durante il 1066 cambiò la storia della Gran Bretagna. Vennero impiegati come macchine da trasporto a medio raggio in numerosi teatri operativi, di cui Berlino fu solo il primo. Le sagome degli Hastings erano caratteristiche, essendo apparecchi assai snelli e simili ad aerei passeggeri, ma soprattutto con una colorazione caratteristica: bianca superiormente, con il muso in nero antiriflesso. Una specie di saetta nera divideva il dorso dal ventre, con una colorazione grigio metallica, che riguardava anche la coda. Anche le ogive erano nere. Nell'insieme l'aereo era ulteriormente valorizzato con tale livrea, in netto contrasto rispetto agli altri trasporti connazionali.
Gli aerei parteciparono a numerose crisi belliche, veloci e capaci com'erano nel dislocare le forze inglesi ovunque ve ne fosse la necessità. Per esempio, queste macchine parteciparono in 12 esemplari alla guerra arabo-israeliana del 1956 (Operazione Musketeer), con i contrassegni a strisce gialle e nere sulle ali, tipici dell'operazione Overlord del 1944 (sbarco in Normandia).
Vennero destinate poi al ponte aereo di Cipro del 1958, quando essi rinforzarono il contingente su richiesta della Giordania, preoccupata dalla rivoluzione irachena di quell'anno e dalla rottura dei rapporti politici con tale Paese, mentre la Lega araba veniva sciolta nel contempo.
Ancora, entrarono in azione durante la Crisi del 1961 per difendere il Kuwait da una concreta minaccia di invasione irachena, e verosimilmente nella Campagna di Malesia, Kenya, Rhodesia e altri teatri d'impiego in cui le forze inglesi via via operarono nei turbolenti anni '50 e '60. Alle volte servirono solo a costituire un rapido deterrente di interposizione, ma non mancarono, come si è detto, impieghi bellici veri e propri come macchina da rifornimento o lancio paracadutisti.
Gli Hastings, belli e veloci, ebbero anche abbastanza comprensibilmente un compito di trasporto VIP, con quattro esemplari della versione C.Mk 4.
Dopo circa 20 anni di servizio, gli Hastings vennero sostituiti dai primi C-130 Hercules inglesi, che avevano turboeliche capaci di garantire maggiori prestazioni. Gli Hercules avevano una potenza praticamente doppia, che rendeva possibile raddoppiare il carico utile e il raggio. Ma l'Hastings era solo di poco più lento, a testimonianza della sua aerodinamicità. La velocità di salita e la tangenza erano invece inferiori a causa del peggior rapporto potenza-peso (36 tonnellate vs 6.000 hp contro oltre 61 t. vs 20.000 hp).
Gli ultimi esemplari vennero tolti dal servizio nel 1968, ma questo per quel che riguarda il tipo da trasporto. L'Hastings da addestramento per i bombardieri pesanti inglesi, designato T. Mk 5, continuò, con il piccolo numero di macchine costruite, a volare quantomeno fino ai primi anni settanta.
L'Hastings, nonostante le sue buone qualità non ebbe un successo di export. In pratica, era simile in prestazioni al DC-4 /C-54 americano, sensibilmente più leggero ma soprattutto con motori da 1600 hp contro unità motrici da 2500. Ma nonostante questo consentisse una verosimile migliore economia di esercizio, e fosse testimoniante di una più raffinata aerodinamica, il velivolo inglese era arrivato con quasi 10 anni di ritardo, per cui il mercato era stato saturato, nel dopoguerra, da migliaia di aerei statunitensi di seconda mano, con costi e standardizzazione molto vantaggiosi per i clienti.
La conseguenza fu che aerei non americani sopravvissero solo in situazioni di nicchia, per lo più negli stessi Paesi che li produssero, e l'Hastings rimase un velivolo tra i tanti apparsi nel dopoguerra e poi, via via, messi da parte e dimenticati.

## Versioni e varianti

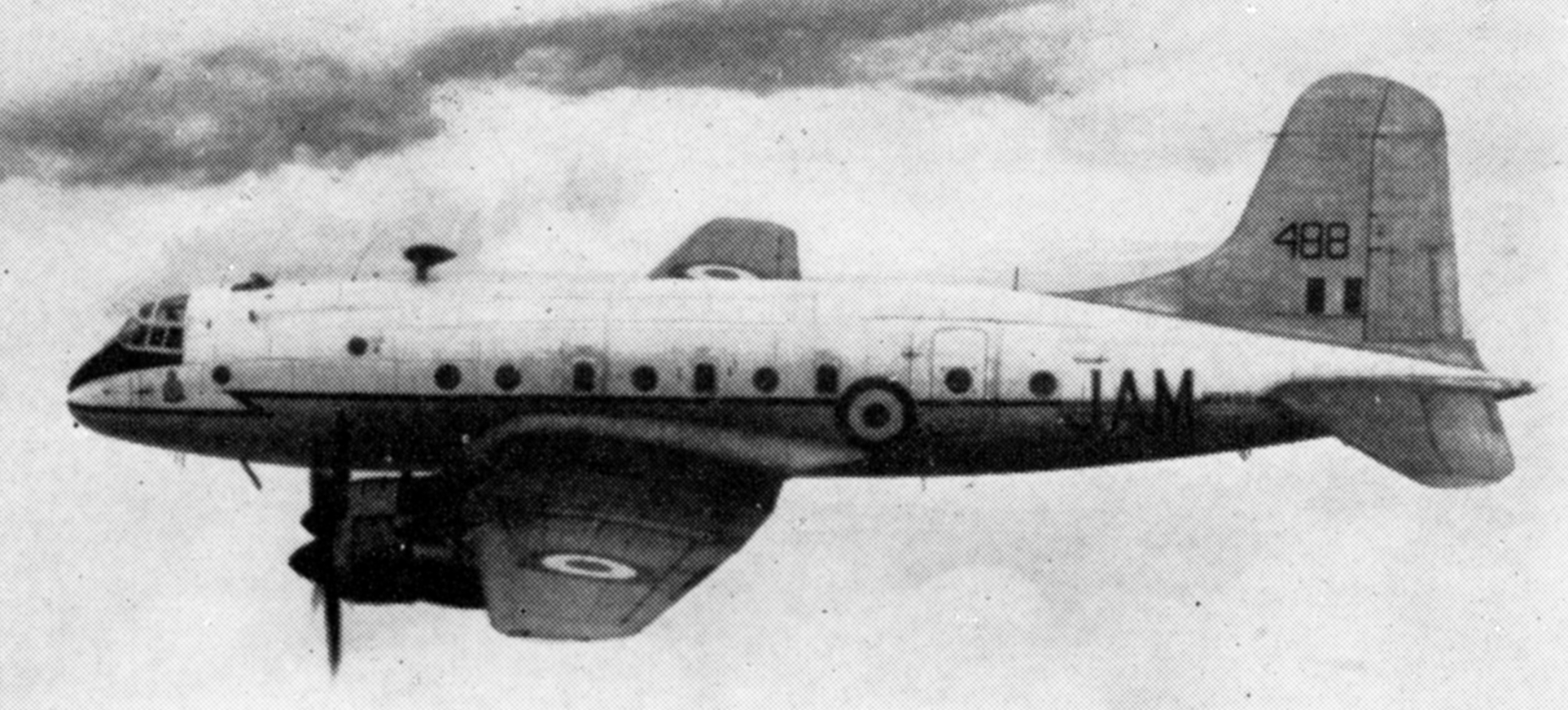
Hastings C2 WD488

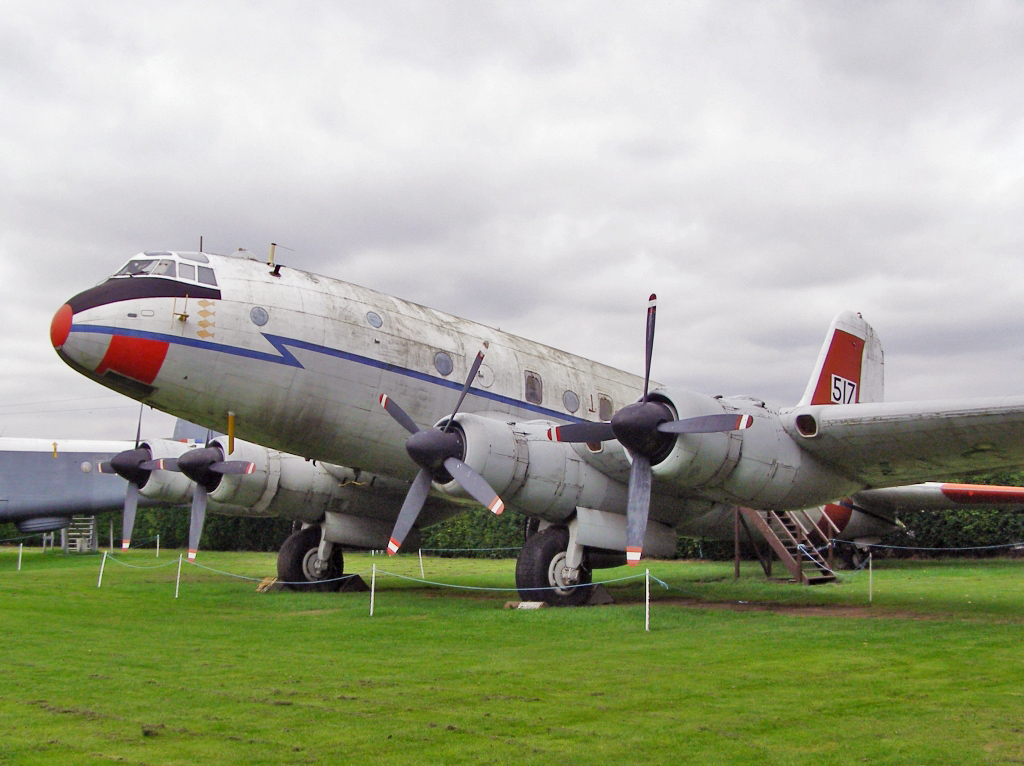
L'Hastings T5 TG517 esposto al Newark Air Museum.

HP.67 Hastings
prototipo, realizzato in due esemplari.
HP.67 Hastings C1
versione di produzione in serie, equipaggiata con 4 motori radiali Bristol Hercules 101, realizzata in 94 esemplari tutti in seguito convertiti agli standard C1A e T5.
HP.67 Hastings C1A
versione C1 convertita allo standard C2.
HP.67 Hastings Met.1
versione da ricognizione meteorologica destinata al Royal Air Force Coastal Command, realizzata in sei esemplari.
HP.67 Hastings C2
sviluppo migliorativo della versione C1, caratterizzata da un impennaggio modificato, con stabilizzatori di maggior area e montati più bassi sulla fusoliera, da una incrementata capacità dei serbatoi del combustibile e da una diversa motorizzazione basata su quattro Bristol Hercules 106. Realizzata in 43 nuovi esemplari più un buon numero di conversioni da C1 aggiornati al nuovo standard.
HP.95 Hastings C3
versione da trasporto destinata alla Royal New Zealand Air Force, simile alla C2 ma equipaggiata con 4 motori Bristol Hercules 737, realizzata in 4 esemplari.
HP.94 Hastings C4
versione da trasporto VIP, attrezzata per il trasporto di quattro passeggeri e il loro staff, realizzata in 4 esemplari.
HP.67 Hastings T5
conversione da otto C1 destinata al RAF Bomber Command, equipaggiata con un Navigation Bombing System (NBS) posizionato in un radome ventrale e destinata alla formazione degli equipaggi destinati ai V bomber.

## Utilizzatori
Nuova Zelanda
- Royal New Zealand Air Force

 Regno Unito
- Royal Air Force
  - Royal Air Force Coastal Command

### Periodici
- Paul Jackson, The Hastings...Last of a Transport Line, in Air Enthusiast, Bromley, Kent, Tri-Service Press, Issue Forty, September-December 1989,  pp. 1-7, 47-52.